# Cranocephalus scleroticus
Cranocephalus scleroticus är en kräftdjursart som först beskrevs av Thomas Hale Streets 1878.  Cranocephalus scleroticus ingår i släktet Cranocephalus och familjen Oxycephalidae. Inga underarter finns listade i Catalogue of Life.